# Dichorragia nesseus
Dichorragia nesseus är en fjärilsart som beskrevs av Grose-smith 1893.  Inga underarter finns listade i Catalogue of Life.